# لجنة الحقوقيين الدولية
لجنة الحقوقيين الدولية هي منظمة غير حكومية تعنى بحقوق الإنسان. هي مجموعة دائمة تتألف من 60 من الحقوقيين البارزين -بمن فيهم كبار القضاة والمحامين والأكاديميين- الذين يعملون على وضع معايير وطنية ودولية لحقوق الإنسان من خلال القانون. يعرف المفوضون بخبرتهم ومعرفتهم والتزامهم المبدئي بحقوق الإنسان. يهدف تكوين اللجنة إلى التعبير عن التنوع الجغرافي في العالم ونظمه القانونية العديدة.
وتتلقى اللجنة الدعم من أمانة دولية مقرها جنيف، سويسرا، ويعمل فيها محامون من طيف واسع من الأعراف القضائية والقانونية. تضطلع الأمانة العامة واللجنة بأعمال المناصرة والعمل السياسي الرامية إلى تعزيز دور المحامين والقضاة في حماية وتعزيز حقوق الإنسان وسيادة القانون.
بالإضافة إلى ذلك، فإن لدى لجنة الحقوقيين الدولية دوائر وطنية وأفرع في أكثر من 70 بلدًا. نظرًا للتركيز القانوني لعمل لجنة الحقوقيين الدولية، فإن عضوية هذه الفروع تستمد في الغالب من المهنة القضائية.
في أبريل سنة 2013، حصلت لجنة الحقوقيين الدولية على جائزة «نور الحقيقة» من دلاي لاما والحملة الدولية من أجل التيبت. تقدم الجائزة إلى المنظمات التي قدمت مساهمات بارزة في قضية التبت.
الرئيس الحالي للجنة الحقوقيين الدولية هو الأستاذ روبرت غولدمان. من بين الرؤساء السابقين السير نايجل رودلي (2012-2017)، العضو السابق في لجنة حقوق الإنسان التابعة للأمم المتحدة، والأستاذ بيدرو نيكن (2011-2012)، وماري روبنسون (2008-2011)، المفوضة السامية للأمم المتحدة لحقوق الإنسان ورئيسة أيرلندا.

## النشاطات الحالية
تنشط لجنة الحقوقيين الدولية في تعزيز حقوق الإنسان وسيادة القانون، سواء على الصعيد الدولي (مثل الأمم المتحدة)، أو إقليميًا (مثل الاتحاد الأوروبي ومجلس أوروبا)، أو محليًا من خلال أنشطة دوائرها الوطنية (مثل منظمة العدالة في المملكة المتحدة).
يعمل برنامج يعمل برنامج القانون الدولي والحماية التابع للجنة الحقوقيين الدولية على تعزيز تطبيق القانون الدولي على الانتهاكات ذات الطابع المدني أو السياسي أو الاجتماعي أو الاقتصادي. ينصب التركيز على الالتزامات الدولية للدول باحترام وحماية وإعمال حقوق الإنسان من خلال سيادة القانون، وحماية ضحايا انتهاكات حقوق الإنسان، ومحاسبة الجهات الفاعلة من الطرف الحكومي أو لا على هذه الانتهاكات والتجاوزات. اليوم، تشمل مجالات العمل المحددة ما يلي:
- مركز استقلال القضاة والمحامين.
- الحقوق الاقتصادية والاجتماعية والثقافية.
- الأعمال التجارية وحقوق الإنسان.
- الميول الجنسي والهوية الجنسية.
- حقوق المرأة.
- آليات الأمم المتحدة لحقوق الإنسان.
- الأمن الدولي وسيادة القانون.

تدير لجنة الحقوقيين الدولية أيضًا برامج عمل إقليمية في أفريقيا وآسيا والمحيط الهادئ وأمريكا الوسطى وأوروبا والشرق الأوسط وشمال أفريقيا. ينصب تركيز هذه البرامج على تعزيز ودعم استقلال السلطة القضائية وسيادة القانون وحقوق الإنسان، وهي مسائل تتحدد في سياقاتها الإقليمية. لدعم هذا العمل، لدى اللجنة مكاتب إقليمية في تايلند وجنوب أفريقيا وغواتيمالا، ومكتب قُطري في نيبال وشمال أفريقيا.

## التاريخ
تأسست لجنة الحقوقيين الدولية التي نشأت على الجبهة الفكرية لبرلين المقسمة بعد الحرب، عقب المؤتمر الدولي للحقوقيين الذي عقد سنة 1952 في برلين الغربية. نظم ذلك المؤتمر من قبل لجنة التحقيق التابعة للحقوقيين الأحرار، وهي مجموعة من الحقوقيين الألمان الذين التزموا التحقيق في انتهاكات حقوق الإنسان التي ارتكبت في المنطقة السوفيتية (المنطقة الشرقية) من ألمانيا ما بعد الحرب.
خلال المؤتمر، قرر المندوبون اتخاذ إجراءات لتوسيع عمل المجلس للتحقيق في انتهاكات حقوق الإنسان في مناطق أخرى من العالم. عينت لهذا الغرض «لجنة دائمة للمؤتمر» مؤلفة من خمسة أعضاء، وفي عام 1953، أنشأت اللجنة الدائمة «لجنة الحقوقيين الدولية» بوصفها منظمة دائمة مكرسة للدفاع عن حقوق الإنسان من خلال سيادة القانون.

## وصلات خارجية
- الموقع الإلكتروني الرسمي للجنة الحقوقيين الدولية